# نیل بارتلت (نمایشنامه‌نویس)
نیل ویوین بارتلت، OBE (به انگلیسی: Neil Vivian Bartlett، زادهٔ ۱۹۵۸) کارگردان، اجراکننده، مترجم و نویسنده اهل بریتانیا است. او یکی از اعضای بنیانگذار گلوریا بود، یک شرکت تولیدی که سال ۱۹۸۸ برای تولید آثار او به همراه نیکلاس بلومفیلد، لی هاسمن و سایمون ملور بنیان‌گذاری شد.